# 정금나무

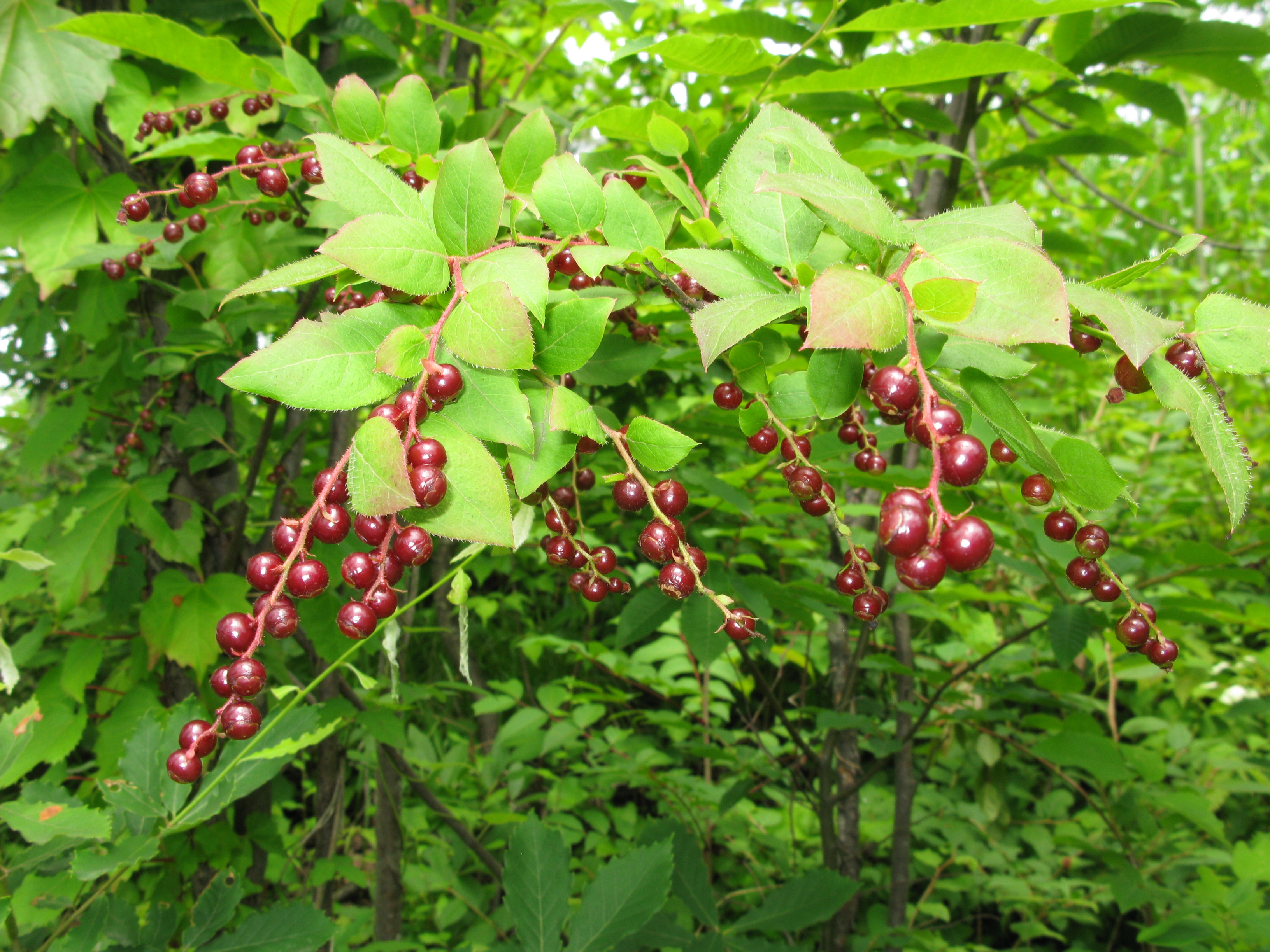

정금나무(Vaccinium oldhamii Miq.)는 주로 한반도 남부에 나고, 황해도 및 충청도의 산 중턱, 산등성이에도 자라는 낙엽관목으로 높이는 2~3m이다. 묵은 가지는 짙은 갈색, 햇가지는 회갈색, 선모가 있다. 잎은 어긋나며, 타원형 또는 난형, 길이 3~8cm, 폭 2~4cm, 가장자리에 작은 톱니가 있다. 어린잎은 붉은빛이 돌고, 표면은 녹색, 보통 털이 있으나, 어떤 것은 맥 위에만 털이 있고, 뒷면은 엷은 녹색, 맥위에 털이 있다. 꽃은 햇가지 끝에 총상꽃차례로 붙고, 아래로 처지며, 꽃차례의 길이는 3~5cm, 선모와 잔털이 있다. 포는 피침형, 좁은 난형, 열매가 익을 때까지 일부는 남아 있다. 꽃받침은 삼각형, 화관은 종 모양, 길이 4~5mm, 붉은빛이 도는 엷은 갈색이다. 끝 부분은 5갈래, 수술은 10개, 화사에 털이 있고, 시방은 10실이다. 열매는 장과, 둥근 모양, 지름 6~8mm, 검은색에 흰가루로 덮인다. 가을에 잎이 붉은색으로 물들며, 열매는 식용한다.